# V1974 Cygni

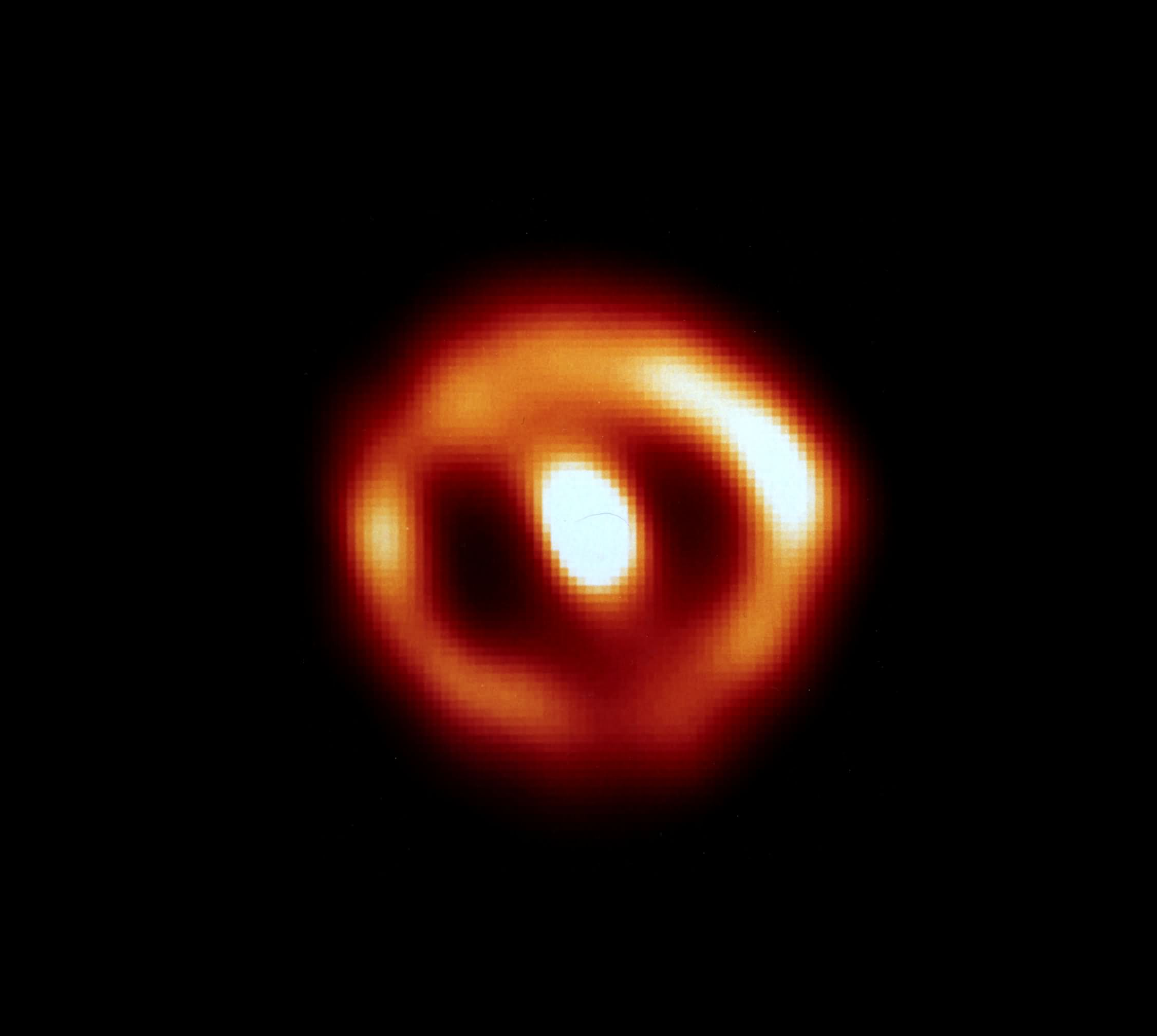
Imagen tomada por el telescopio espacial Hubble de una burbuja de gas en expansión, resultado de la explosión de la estrella Nova Cygni 1992. La imagen, capturada en luz ultravioleta, muestra un anillo circular que representa el borde de la burbuja de gas caliente.

La V1974 Cygni o Nova Cygni 1992 es el nombre que los astrónomos le dieron a la nova brillante aparecida en la constelación de Cygnus. Esta fue descubierta en 1992 por Peter Collins, en ese tiempo era de magnitud 6, el brillo máximo alcanzó una magnitud 4.4. El hidrógeno acretado en la enana blanca se acabó dos años después, en 1994. Esta nova era del tipo nova de neón y es la primera nova que fue observada desde el principio hasta su compleción, y su distancia fue calculada en 10.430 años luz de la Tierra.

## Datos de observación de V1974 Cygni
Datos para la época J2000.0
- Constelación: Cygnus
- Ascensión recta: 20h 30m 31.58s
- Declinación: 52° 37′ 53.4″
- Magnitud aparente: +4.4 max
- Distancia 10,430 años luz (3,200 pc)
- Tipo Espectral Nova de Neón

- Datos: Q1898175
- Multimedia: V1974 Cygni / Q1898175